# لاکی (استان بلاگووگراد)
لاکی (به بلغاری: Laki) یک منطقهٔ مسکونی در بلغارستان است که در شهرستان هاجیدیموفو واقع شده‌است.